# Molenheide (Lieshout)
De Molenheide is een Nederlands natuurgebied ten zuiden van het dorp Lieshout in de gemeente Laarbeek. Het heeft een oppervlakte van 463 ha. waarvan circa 115 ha in gebruik is als woonbos.

## Etymologie
In de loop van de 14de eeuw werd een windmolen gebouwd in een heidegebied ten zuidoosten van Lieshout. De oudst bekende vermelding van de naam Molenheide voor dat vrij kleine gebied is te vinden in een schepenakte van 1587 waarin sprake is van een groesveld ter plaetse genaempt aende Moelsheijde. In de eeuwen daarna werd de naam Molenheide gaandeweg gebruikt om de gehele heide ten zuiden van Lieshout aan te duiden.

## Geologie
Geologisch gezien maakt de Molenheide deel uit van een dekzandrug, die zich verder in oostelijke en zuidelijke richting uitstrekt. Door verstuivingen zijn heuvels en dalen ontstaan, die het terrein een geaccidenteerd aanzicht geven. In sommige uitgestoven gedeelten hebben zich vennen gevormd, waarvan er nu nog voorkomen in het zuidelijke en westelijke gedeelte van de Molenheide. Deze vennen en de overgangen naar de hoger gelegen gronden vormen een geomorfologisch interessant milieu en zijn uit natuurlijk oogpunt van belang. Het gebied bestaat voornamelijk uit gronden die met naaldbos begroeid zijn. Op enkele plaatsen komen ook loofhoutopstanden voor, terwijl er nog een enkel stuk met heidevegetatie voorkomt. Het bosgebied heeft geen productiefunctie, maar fungeert louter als uitloop-/recreatiegebied en als leefgebied voor planten en dieren.

## Geschiedenis
Het gebied van de huidige Molenheide werd in 1311 door de abdij van Floreffe gekocht van hertog Jan II van Brabant. In 1698 werd het gebied door de abdij overgedragen aan de ingezetenen van Lieshout. Bij die gelegenheid werd in de keuren en breuken bepaald dat de Molenheide gemeenschappelijk gebruikt mocht worden door de inwoners voor het halen van strooisel en zand ten behoeve van de mestproductie in de potstal, maar het was ten strengste verboden om in de Molenheide zand af te halen van de duinen en de zandbergen. Dit om zandverstuivingen zo veel mogelijk te voorkomen. In 1722 werd de windmolen verplaatst van de Molenheide naar het gebied 't Lankelaar aan de oostzijde van Lieshout.
Toen in de Franse tijd Lieshout ophield een heerlijkheid te zijn werd de Molenheide bezit van de gemeente Lieshout. In 1955 werd het plan Villaterrein opgesteld en werd een deel van de Molenheide woongebied.

## Woonbos
Het deel van de Molenheide dat vanaf 1955 de bestemming woonbos heeft, is bebouwd met ruim 100 villawoningen. De provinciale weg N615 van Gerwen naar Beek en Donk loopt dwars door het woonbos en heeft op die plaats de naam Molenheide. De overige wegen in het bos zijn voornamelijk zandpaden. De gronden in het woonbos zijn - op de wegen na - overwegend eigendom van particulieren. Bij veel woningen zijn eigen recreatieve voorzieningen ontstaan zoals zwembaden, tennisbanen en paardenbakken.